# Gotha Go 244
Il Gotha Go 244 era un bimotore da trasporto militare ad ala alta prodotto dall'azienda tedesca Gothaer Waggonfabrik negli anni quaranta.

## Storia del progetto
Derivato dall'aliante da trasporto Go 242, era caratterizzato dall'adozione di due motori posizionati sul bordo d'attacco alare, mantenendo l'impostazione generale a configurazione a doppia trave di coda che consentiva di alzare la parte posteriore della fusoliera, incernierata verso l'alto, per le operazioni di carico e scarico.
Venne utilizzato dalla Luftwaffe durante la seconda guerra mondiale a partire dal 1942, assegnato a reparti basati a Creta, precisamente il KGrzbV 104 e KGrzbV 106. La difesa era basata su 4 mitragliatrici da 7,9 mm ma la sua scarsa velocità lo rendeva un facile bersaglio per i caccia Alleati, per cui venne ritirato dal servizio nel novembre 1942.